# الانتخابات البرلمانية في كوريا الشمالية 1962
أجريت الانتخابات البرلمانية في كوريا الشمالية في 8 أكتوبر 1962 لانتخاب أعضاء مجلس الشعب الأعلى الثالث. تم تقديم مرشح واحد فقط في كل دائرة انتخابية، تم اختيارهم جميعًا من قبل حزب العمال الكوري، على الرغم من أن البعض ترشحوا تحت راية أحزاب أخرى أو منظمات حكومية لإعطاء وهم الديمقراطية. تم الإبلاغ عن نسبة إقبال 100٪، لصالح المرشحين المقدمين.

## رمزية مقعد القائد
كانت دائرة كانغسون الانتخابية، حيث تقدم كيم ايل سونغ للترشح، هي المنطقة التي بدأت حركة شوليما وبالتالي كان لها وزن رمزي في الخطاب السياسي الكوري الشمالي.

## النتائج
| الحزب أو الائتلاف               | الحزب أو الائتلاف                     | الحزب أو الائتلاف                 | الحزب أو الائتلاف               | الأصوات | %   | المقاعد |
| ------------------------------- | ------------------------------------- | --------------------------------- | ------------------------------- | ------- | --- | ------- |
|                                 | الجبهة الديمقراطية لإعادة توحيد كوريا |                                   | حزب العمال الكوري               |         |     | 371     |
|                                 | الجبهة الديمقراطية لإعادة توحيد كوريا | حزب تشونغو                        |                                 |         | 4   |         |
|                                 | الجبهة الديمقراطية لإعادة توحيد كوريا | الحزب الديمقراطي الإجتماعي الكوري |                                 |         | 4   |         |
|                                 | الجبهة الديمقراطية لإعادة توحيد كوريا | حزب الشعب العمالي                 |                                 |         | 1   |         |
|                                 | الجبهة الديمقراطية لإعادة توحيد كوريا | الاتحاد البوذي الكوري             |                                 |         | 1   |         |
|                                 | الجبهة الديمقراطية لإعادة توحيد كوريا | تحالف غونمين الشعبي               |                                 |         | 1   |         |
|                                 | الجبهة الديمقراطية لإعادة توحيد كوريا | الحزب الديمقراطي المستقل          |                                 |         | 1   |         |
| المجموع                         | المجموع                               | المجموع                           | المجموع                         |         |     | 383     |
|                                 |                                       |                                   |                                 |         |     |         |
| الناخبين المسجلين ومعدل الإقبال | الناخبين المسجلين ومعدل الإقبال       | الناخبين المسجلين ومعدل الإقبال   | الناخبين المسجلين ومعدل الإقبال |         | 100 |         |
| المصدر: Nohlen et al.           |                                       |                                   |                                 |         |     |         |